# 2007 VJ302
2007 VJ302, também escrito como 2007 VJ302, é um objeto transnetuniano que está localizado no Cinturão de Kuiper, uma região do Sistema Solar. Este corpo celeste é classificado como um cubewano. Ele possui uma magnitude absoluta de 6,8 e tem um diâmetro estimado com 192 km.

## Descoberta
2007 VJ302 foi descoberto no dia 3 de novembro de 2007.

## Órbita
A órbita de 2007 VJ302 tem uma excentricidade de 0,065 e possui um semieixo maior de 43,012 UA. O seu periélio leva o mesmo a uma distância de 40,218 UA em relação ao Sol e seu afélio a 45,805 UA.